# 哥倫比亞航空203號班機空難
哥倫比亞航空203號班機（英語：Avianca Flight 203）是哥倫比亞航空的國內航線，從波哥大的埃尔多拉多国际机场飛往卡利的卡利。1989年11月27日，這架飛機在索阿查上空被炸彈摧毀。機上的107名乘客以及地面上的3人全部遇難。這次爆炸事件是由麥德林集團集團下令實施的。

## 飛機
這架飛機是一架波音727-21型，航空器註冊編號為HK-1803，序列號為19035，製造序列號為272。它是從泛美航空購買的。該飛機於1966年製造，並於同年5月19日首飛。5月28日，飛機交付給泛美航空，航空器註冊編號為N326PA。1975年11月15日，哥倫比亞航空購買了這架飛機，隨後重新註冊為HK-1803。
機長是何塞·伊格納西奧·奧薩·阿里斯蒂薩巴爾（José Ignacio Ossa Aristizábal），副機長是費爾南多·皮薩羅·埃斯格拉（Fernando Pizarro Esguerra），飛行工程師是路易斯·賈伊羅·卡斯蒂布蘭科·瓦爾加斯（Luis Jairo Castiblanco Vargas）。機上有三名空服員。

## 航班
203號航班於上午7:13如期起飛。起飛五分鐘後，當飛機以794每小時（493英里每小時）的速度飛行在13,000英尺（4,000）的高度時，一個爆炸裝置引爆，導致空的中央燃料箱中的燃料蒸氣點燃。地面上的目擊者報告說看到飛機右側機身爆發出火焰。第二次爆炸使飛機四分五裂；飛機的前部與尾部分離，尾部帶著火焰墜落。飛機殘骸散落在索阿查周圍3英里（4.8）的半徑範圍內。機上的全部107人遇難，此外還有三名地面上被落下的碎片擊中的人遇難。

## 調查
調查確定是使用塑膠炸彈摧毀了飛機。麥德林集團的毒梟巴勃羅·埃斯科瓦爾計劃在1990年總統選舉前夕進行這次爆炸，希望炸彈陰謀能夠殺死總統候選人塞萨尔·加维里亚·特鲁希略:80。
有一種說法是，兩名身穿西裝的身份不明的男子，他們為埃斯科巴爾工作，攜帶炸彈登上了飛機。這些男子坐在18A和18K座位上，位於主燃料箱的正上方。在最後一刻，其中一名男子離開了飛機，而他的同伴留在機上，在爆炸中喪生。一位名叫阿爾貝托·普列托的年輕哥倫比亞男子被欺騙留在飛機上，並在飛機起飛後啟動炸彈，因此在不知情的情況下自殺；他被告知該裝置只是一個錄音機，他必須打開它以錄下附近一對乘客的對話；因此，這名男子被暱稱為“El Suizo”或“瑞士人”，意指他作為“自殺式”炸彈客的角色。加維里亞並不在飛機上，這與埃斯科巴爾的預期相反，他後來成為哥伦比亚总统:81 。在死者中有兩名美國人，這促使布希政府開始情報支援活動以尋找埃斯科瓦爾:81。
在飛機爆炸事件發生九天後，哥倫比亞行政安全部（DAS）大樓爆炸事件，據推測也是由麥德林毒品集團下令的，這起事件在波哥大造成63人死亡。
丹登尼·穆尼奧茲·莫斯克拉（Dandeny Muñoz Mosquera），麥德林毒品集團的首席刺客，於1994年在美国联邦地区法院被定罪，罪名包括參與這次爆炸事件以及其他多項罪行，被判處連續10個無期徒刑。
截至2024年，哥倫比亞航空並未停用203號航班的航班號碼。203號航班目前是從奧蘭多飛往麦德林的航班。

## 後續
2016年11月28日，哥倫比亞報紙《觀察家報》開始發表一份關於203號航班的調查報告，該報告包含8個章節。報告主張，爆炸是由一個曾多次被報告過的故障燃油泵引起的，該燃油泵位於一個油箱內。這份報告受到哥倫比亞航空和罹難者家屬的強烈批評。